# Холльштайн, Вальтер
Вальтер Холльштайн (нем. Walter Hollstein; 30 декабря 1899, Гота — 15 апреля 1977, Базель) — немецкий футбольный тренер.

## Тренерская карьера
Свою тренерскую карьеру в 1927 году Вальтер Холльштайн начал в берлинской «Теннис-Боруссии», за которую в то время выступал Зепп Хербергер. Холльштайну не удалось наладить отношения с главной «звездой» команды, и уже спустя год он был вынужден покинуть клуб.
В 1929 году Вальтер перебрался в Первую Лигу Швейцарии в клуб «Нордштерн». На следующий год он вывел команду в высший дивизион страны и сумел закрепиться в течение двух сезонов в середине турнирной таблицы. Далее он перебрался в «Вердер» и вместе с ним дважды подряд в 1936 и 1937 году выигрывал Гаулигу «Нижняя Саксония». В 1936 году он всерьёз рассматривался как преемник Отто Нерца на должности главного тренера сборной Германии, но Немецкий футбольный союз предпочёл ему уже упоминавшегося Зеппа Хербергера.

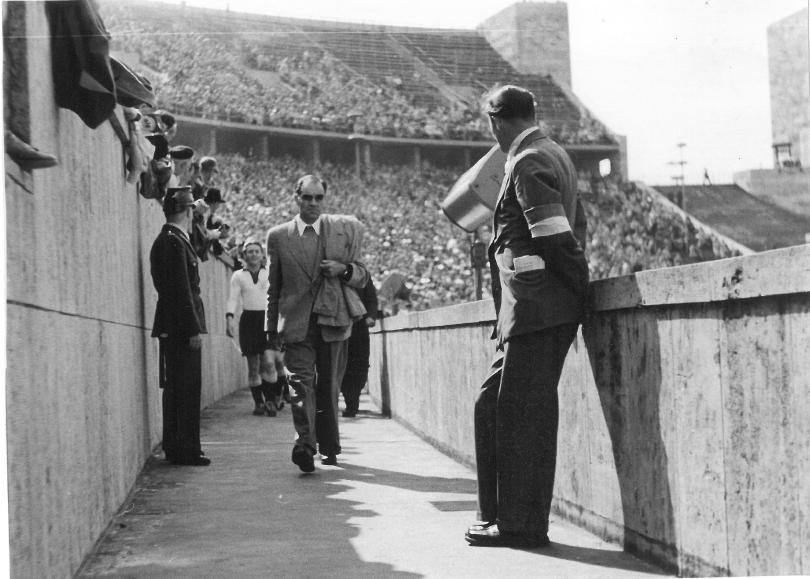
Вальтер Холльштайн во время финального раунда чемпионата ФРГ сезона 1951/52

В 1938 году Холльштайн перешёл в «Оснабрюк» и дважды выводил команду в финальный раунд чемпионата Германии. После окончания войны он переехал во Франкфурт-на-Майне и работал 4 года спортивным инструктором в местном университете. Одновременно он устроился главным тренером в клуб «Франкфурт». После он тренировал также франкфуртские «Рёдельхайм» и «Айнтрахт».
В 1950 году он вновь переехал на север Германии и работал в спортивной школе города Барзингхаузен, а также руководил студенческой сборной страны. В 1952 году Холльштайн вновь возглавил «Оснабрюк», вновь принял участие в финальном раунде чемпионата ФРГ сезона 51/52, но в 1954-м завершил карьеру.